# 1834 dans les chemins de fer
chronologie des chemins de fer
1833 dans les chemins de fer - 1834 - 1835 dans les chemins de fer

## Évènements
- Janvier : George Stephenson met en service sur le Liverpool and Manchester Railway la « Patentee », une locomotive à six roues[1].
- 1er mai, Belgique : ordonnance royale sur la construction et l'exploitation par l'état d'un réseau de chemins de fer ayant pour point central Malines et se dirigeant, à l'est, vers la frontière de Prusse, au nord sur Anvers, à l'ouest sur Ostende, et au Midi vers Bruxelles et la frontière française[2].
- Mise en service de la gare de Micklefield.

## Naissances
- x

## Décès
- x